# Tori Penso

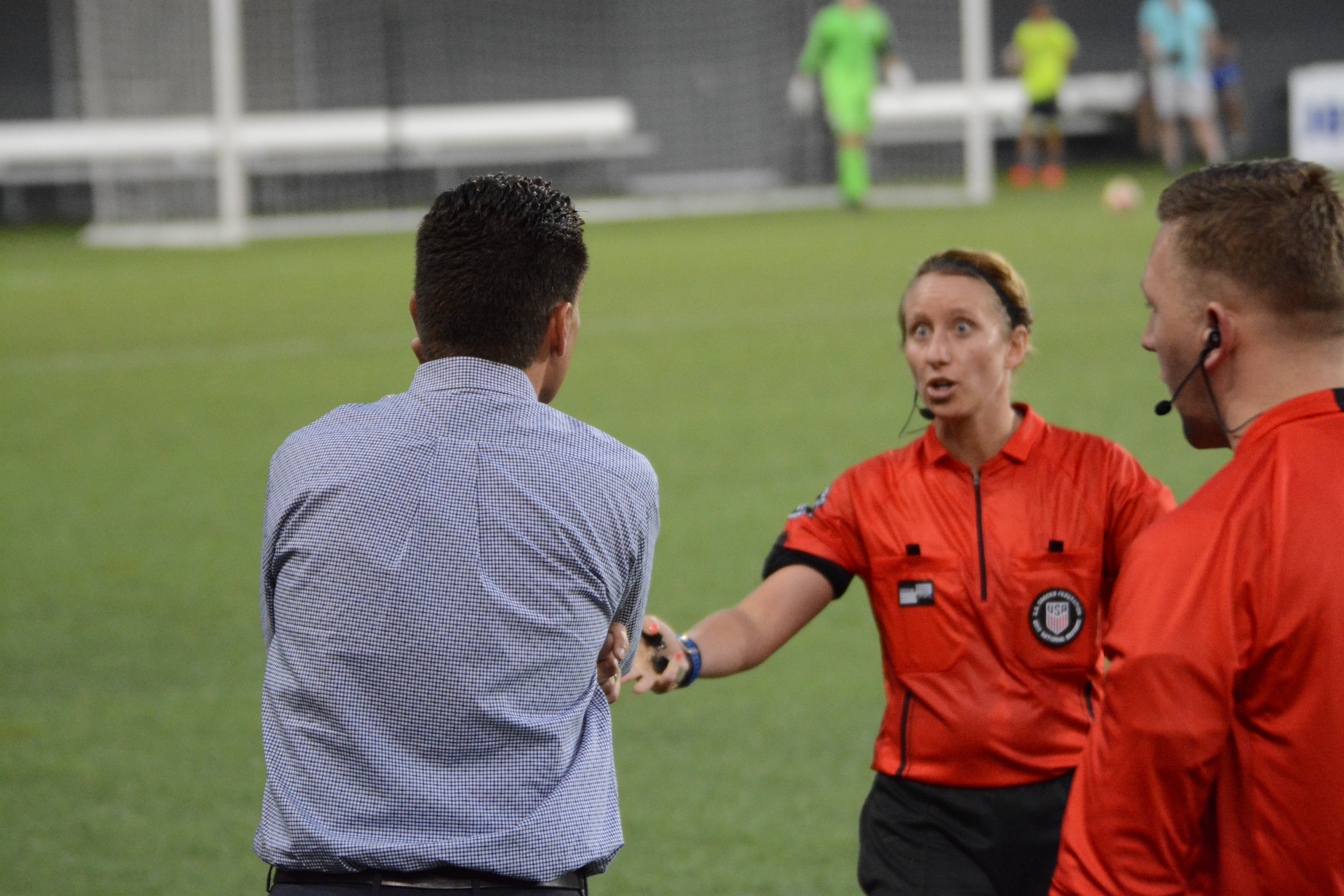
Tori Penso (2017)

Mary Victoria „Tori“ Penso (* 8. Juli 1986 als Mary Victoria Hancock) ist eine US-amerikanische Fußballschiedsrichterin. Sie leitete das Finale der Fußball-Weltmeisterschaft der Frauen 2023.

## Werdegang
2020 war Penso die erste Schiedsrichterin seit 20 Jahren, die ein Spiel in der Major League Soccer leitete.
Seit 2021 steht sie auf der FIFA-Liste und leitet internationale Fußballpartien.
Bei der CONCACAF W Championship 2022 in Mexiko pfiff sie ein Gruppenspiel.
Zudem wurde sie einige Monate später bei der U-20-Weltmeisterschaft 2022 in Costa Rica eingesetzt. Hier leitete sie drei Spiele, darunter das Halbfinale zwischen Spanien und den Niederlanden (2:1).
Im Januar 2023 wurde Penso für die Weltmeisterschaft 2023 in Australien und Neuseeland nominiert. Bei dieser leitete sie gemeinsam mit Brooke Mayo und Mijensa Rensch das Auftaktspiel der deutschen Nationalmannschaft gegen Marokko, ein weiteres Gruppenspiel, ein Achtelfinale sowie das Halbfinale zwischen Australien und England (1:3). Am 20. August 2023 leiteten Penso, Mayo und Kathryn Nesbitt als erstes US-amerikanisches Schiedsrichtergespann das WM-Finale zwischen Spanien und England (1:0). Am 25. Juni 2025 leitete Penso die Partie Borussia Dortmund gegen Ulsan HD FC (1:0) in der Gruppenphase der FIFA-Klub-Weltmeisterschaft in den USA.
Tori Penso ist mit Chris Penso verheiratet, der ebenfalls Schiedsrichter ist. Gemeinsam haben sie drei Kinder.

## Einsätze bei Turnieren

### CONCACAF W Championship 2022
| Phase        | Datum        | Spielort    | Heimmannschaft | Gastmannschaft | Ergebnis  |
| ------------ | ------------ | ----------- | -------------- | -------------- | --------- |
| Gruppenphase | 8. Juli 2022 | San Nicolás | Panama         | Kanada         | 0:1 (0:0) |

### Weltmeisterschaft der Frauen 2023
| Phase        | Datum         | Spielort  | Heimmannschaft | Gastmannschaft | Ergebnis  |
| ------------ | ------------- | --------- | -------------- | -------------- | --------- |
| Gruppenphase | 24. Juli 2023 | Melbourne | Deutschland    | Marokko        | 6:0 (2:0) |
| Gruppenphase | 30. Juli 2023 | Dunedin   | Schweiz        | Neuseeland     | 0:0       |
| Achtelfinale | 8. Aug. 2023  | Adelaide  | Frankreich     | Marokko        | 4:0 (3:0) |
| Halbfinale   | 16. Aug. 2023 | Sydney    | Australien     | England        | 1:3 (0:1) |
| Finale       | 20. Aug. 2023 | Sydney    | Spanien        | England        | 1:0 (1:0) |

### Olympisches Fußballturnier 2024
| Phase         |  | Datum         | Spielort | Heimmannschaft | Gastmannschaft | Ergebnis  |
| ------------- |  | ------------- | -------- | -------------- | -------------- | --------- |
| Gruppenphase  |  | 25. Juli 2024 | Lyon     | Frankreich     | Kolumbien      | 3:2 (3:0) |
| Gruppenphase  |  | 28. Juli 2024 | Nantes   | Spanien        | Nigeria        | 1:0 (0:0) |
| Viertelfinale |  | 3. Aug. 2024  | Nantes   | Frankreich     | Brasilien      | 0:1 (0:0) |